# Písečnice douškolistá

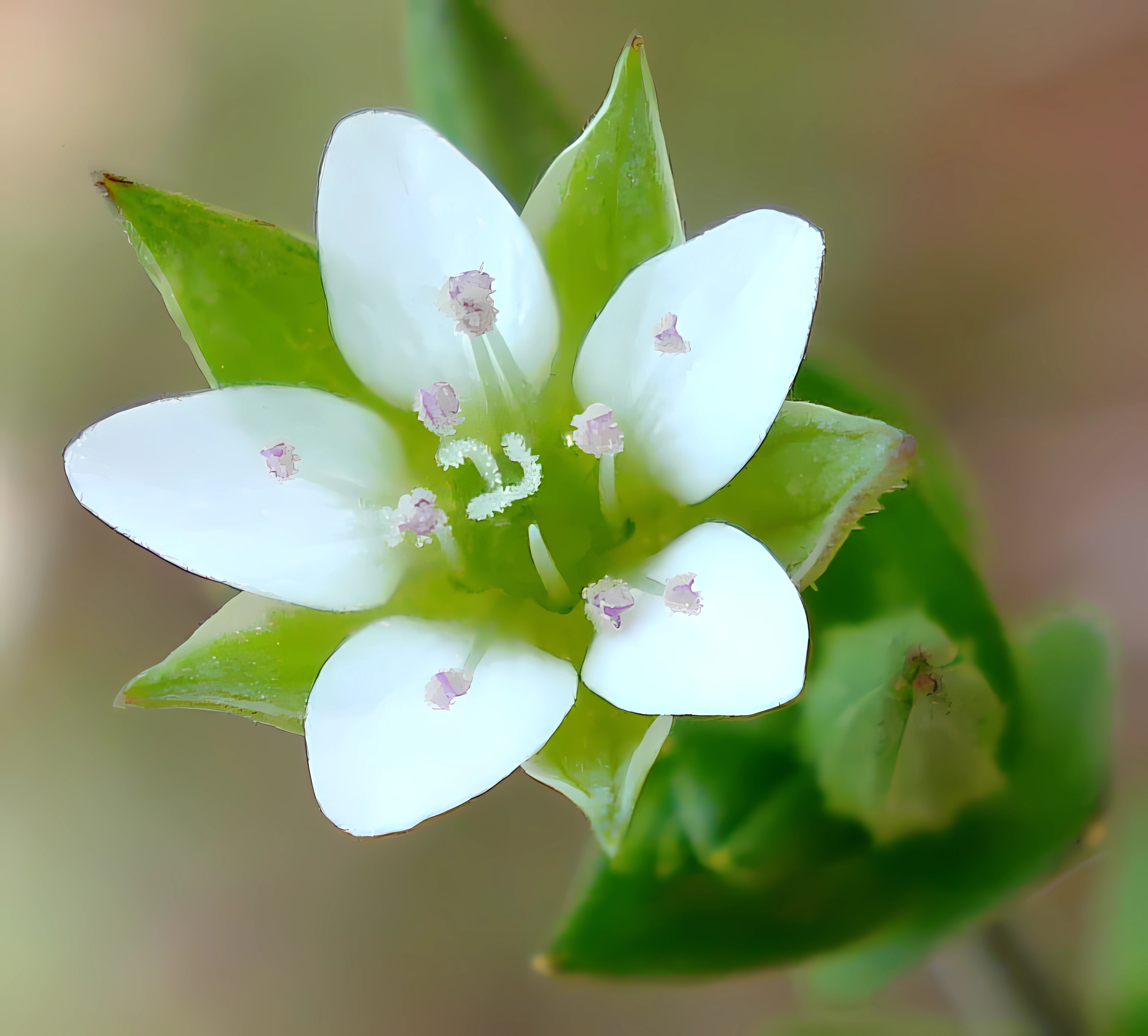
Květ písečnice douškolisté

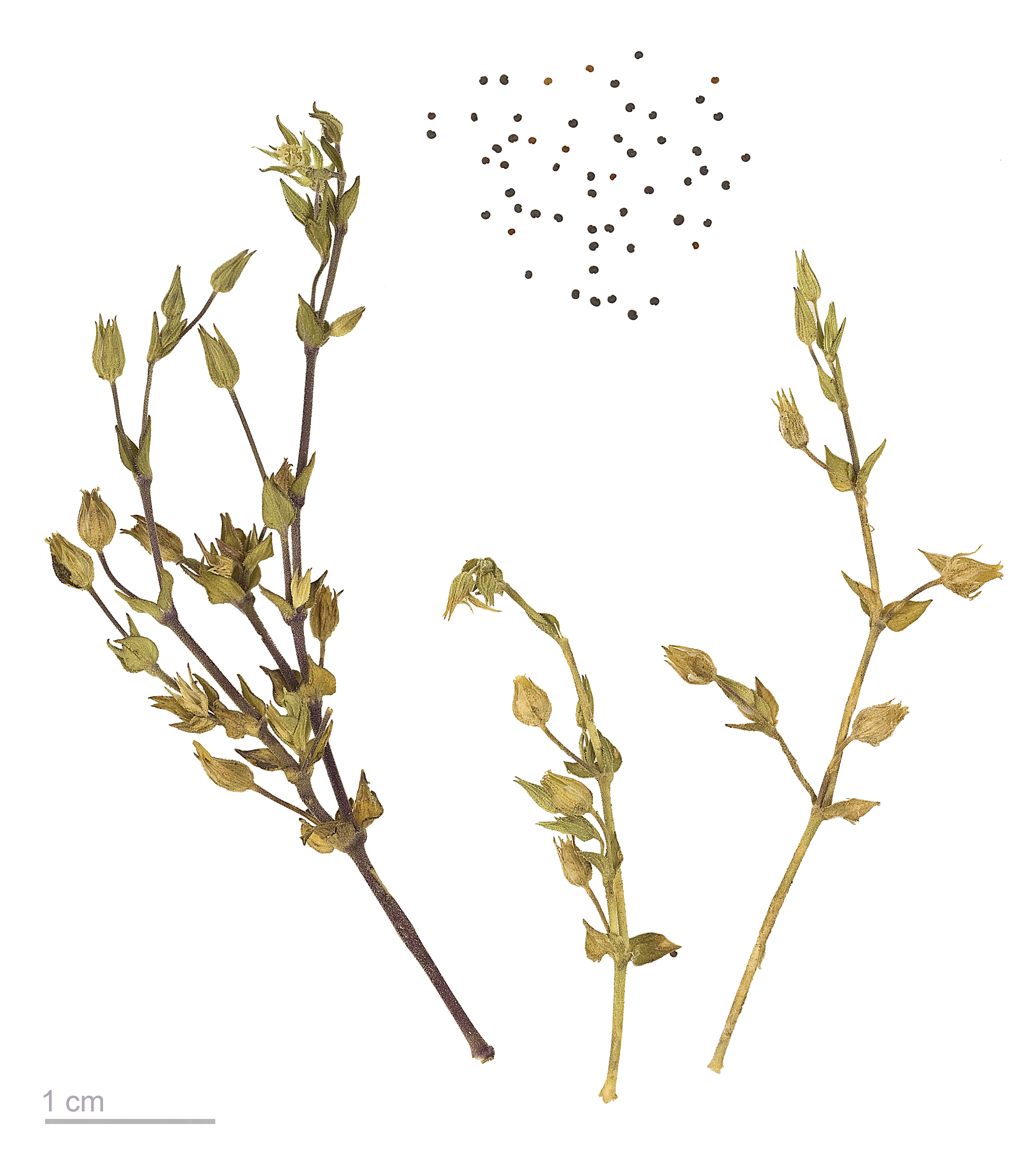
Písečnice douškolistá

Písečnice douškolistá (Arenaria serpyllifolia) je málo významná plevelná bylina nízkého vzrůstu z čeledě hvozdíkovitých, kde je zařazena do podčeledi Alsinoideae.

## Rozšíření
Roste téměř v celé Evropě, vyjma polární oblasti, v severní Africe, v Asii v celém mírném pásmu od Turecka po Japonsko, včetně Blízkého a Středního východu, Kavkazu, západní Sibiře a Číny. Dále byla písečnice douškolistá zavlečena do Severní Ameriky i Austrálie.
V České republice roste poměrně běžně po celém území. Lze ji nalézt na polích, zahradách, vinicích, okrajích cest, železničních náspech, suchých trávnicích, písčinách. Roste nejvíce jako jarní efeméra na slunných, lehčích a suchých půdách, kde jí nekonkurují bujné plevele. Vybírá si také období, kdy není zastiňována užitkovými rostlinami.

## Popis
Je to jednoletá nebo řidčeji dvouletá rostlina s poléhavými nebo vystoupavými, méně častěji přímými lodyhami, dosahující do výše až 20 cm. Lodyhy se žláznatými chlupy jsou rozkladitě rozvětvené, vytvářejí trsy až polštáře. Vstřícné, mírně obrvené listy jsou šedozelené, prosvítavě tečkované. Spodní listy jsou krátce řapíkaté, ostatní přisedlé a na bázi málo srostlé. Listové čepele jsou celokrajné, široce oválné, vejčité až okrouhlé, na koncích tupě špičaté. Bývají dlouhé 6 a široké 3 mm. Internodia lodyh jsou 1 až 3krát delší než listy. Hlavní kořen je štíhlý, má mnoho tenkých odbočných kořínků.
Květy na stopkách jsou pětičetné, pravidelné, oboupohlavné, jsou sestaveny do řídkých vidlanovitých květenství, někdy jednostranných. V květenství bývá 30 až 50 květů. Kopinaté kališní lístky, dlouhé 4 a široké 1,5 mm, mají bezbarvý lem a tři zřetelné žilky. Bílé korunní lístky jsou kratší než kališní, měří od 1,5 do 3 mm. Vztyčených tyčinek s bílými nitkami je v květu 10, prašníky mají bělavé až světle žluté. Tři čnělky jsou dlouhé asi 1 mm. Semeník je jednopouzdrý, placentace centrální. Kvete v květnu až září, mnohdy ještě i po prvých mrazech. Ve většině případů dochází k samoopylení, výjimečně je pyl přenesen drobným hmyzem.
Plod je vejčitě kuželová tobolka sedící ve vytrvalém kalichu, v době zralosti na vzpřímených stopkách. Puká nejdříve 3 zuby na vrcholu a následně se otvírá 3 chlopněmi. Tmavohnědá semena jsou drobná, 0,3 až 0,9 mm, ledvinovitého tvaru, jemně bradavčitá. Rostlina jich může mít až 3000 a jsou snadno rozšiřována větrem i vodou.

## Rozmnožování
Písečnice douškolistá se rozmnožuje výhradně semeny. Nejčastěji je to rostlina ozimá, ale při výsevu z jara část rostlin vykvete ještě v témže roce a část až v příštím. Některá semena jsou krátce dormantní a klíčí nepravidelně v průběhu celého roku z povrchových vrstev půdy, vyhovuje jim teplota 10 až 15 °C. Semena uložená v půdě si podržují klíčivost asi 2 roky.

## Význam
Rostliny vyklíčené na jaře bývají méně rozvětvené a kvetou později, pokud rostou v obilovinách, tak většinou vykvétají až po žních na strništích. Vyklíčené na podzim kvetou z jara, v květnu, a do podzimu se široce rozvětví. Při posekání obilovin jim bývají sesekány jen vrcholky, ale podmítkou strnišť se dalšímu podzimnímu rozvoji zabrání. Tato rostlina je zařazena mezi ozimé plevele, vyskytuje se v ozimých obilninách, prořídlých jetelovinách, ale také v jařinách a okopaninách. Mnoho škod však nenadělá, jedná se o málo významný plevel, je vzrůstově nízká a kulturním plodinám příliš neškodí. Hustý zápoj rostlin písečnice douškolisté může naopak ochránit půdu před vodní a větrnou erozí. Pro svůj způsob života se řadí mezi efeméry.

## Taxonomie
Písečnice douškolistá je někdy považována za souborný taxon Arenaria serpyllifolia agg., který mj. obsahuje dva drobné, dosud lépe nespecifikované taxony z jejího okruhu, které také rostou v České republice: písečnice rozkladitá (Arenaria martrinii) a písečnice tenkovětvá (Arenaria leptoclados). Mnohdy jsou tyto dva taxony považovány za samostatné druhy.